# Lepaterique
Lepaterique – gmina (municipio) w południowym Hondurasie, w departamencie Francisco Morazán. W 2010 roku zamieszkana była przez około 14,9 tys. mieszkańców. Siedzibą administracyjną jest miejscowość Lepaterique.

## Położenie
Gmina położona jest w południowo-zachodniej części departamentu. Graniczy z gminami:
- Lamaní i Dystrykt Centralny od północy,
- Reitoca i Curarénod południa,
- Ojojona i Dystrykt Centralny od wschodu,
- Aguanqueterique i Lamaní od zachodu.

## Miejscowości
Według Narodowego Instytutu Statystycznego Hondurasu na terenie gminy położone były następujące miejscowości:
- Lepaterique
- Culguaque
- El Carrizal
- El Espino
- Hierbabuena
- La Brea
- Mulhuaca (El Llano)